# مير جعفرلو
مير جعفرلو هي قرية في مقاطعة مشكين شهر، إيران. عدد سكان هذه القرية هو 111 في سنة 2006.